# Brunšvicko

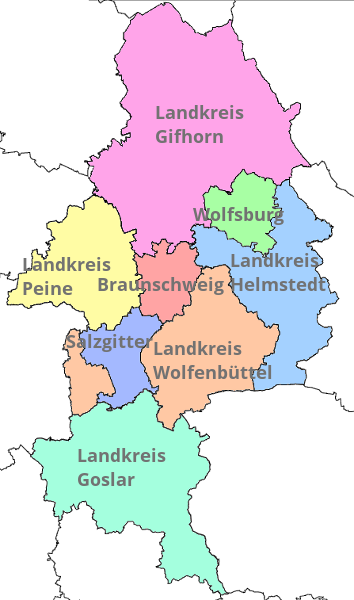
Současné členění Brunšvicka

Brunšvicko (německy Braunschweiger Land) je historický region v okolí německého města Brunšvik (Braunschweig) v dnešním Dolním Sasku. Kromě Brunšviku jsou další významná města Wolfsburg a Salzgitter. Obec Kneitlingen je spojena s legendou o Tillovi Enšpíglovi. V historii bylo Brunšvicko postupně součástí řady politických jednotek:
- Brunšvicko-lüneburské vévodství (1235–1806)
  - Brunšvicko-wolfenbüttelské knížectví (1269–1815)
  - Brunšvicko-lüneburské kurfiřtství (1692–1807)
- Brunšvické vévodství (1815–1918)
- Svobodný stát Brunšvicko (1918–1946)